# Wernsing Food Family
Wernsing Food Family GmbH & Co. KG er en international tysk fødevarevirksomhed med hovedkvarter i Addrup, Niedersachsen. De producerer forskellige kartoffelprodukter, salater og smagsforstærkere.
Heinrich Wernsing grundlagde virksomheden i 1962 og påbegyndte en produktion af kartoffelprodukter.
Wernsing Food Family har ca. 4.600 ansatte og en årsomsætning på 1,27 mia. euro. Koncernen inkluderer bl.a. Wernsing Feinkost og Flensted Food.